# Ледена епоха 3: Зората на динозаврите
„Ледена епоха 3: Зората на динозаврите“ (на английски: Ice Age 3: Dawn of the Dinosaurs) е американски компютърно-анимационен филм от 2009 година, продуциран от Blue Sky Studios, разпространен от 20th Century Fox, трета част от поредицата „Ледена епоха“ и продължение на „Ледена епоха 2: Разтопяването“ (2006). Режисиран е от Карлос Салдана и корежисиран от Майкъл Търмайер. Озвучаващият състав се състои от Рей Романо, Джон Легуизамо, Денис Лиъри, Крис Уедж, Куин Латифа, Шон Уилям Скот, Джош Пек, Саймън Пег и Карън Дишър.
Филмът е пуснат на 1 юли 2009 г., който се превръща в първия филм на „Ледена епоха“ и 20th Century Fox да бъде пуснат в 3D. Въпреки противоречивите оценки на критиката, „Ледена епоха 3: Зората на динозаврите“ има комерсиален успех и печели $886,7 милиона, което го прави печелившия филм на „Ледена епоха“ и втория печеливш анимационен филм във времето. Двете продължения – „Ледена епоха 4: Континентален дрейф“ и „Ледена епоха 5: Големият сблъсък“ са съответно пуснати през 2012 г. и 2016 г.

## Сюжет
Сид е отвлечен от женски тиранозавър, след като е откраднал яйцата ѝ. Приятелите му се опитват да го спасят в един изгубен под леда тропически свят, обитаван от динозаври.

## Видеоигра
На 30 юни 2009 г. Activision издава видеоиграта The Ice Age: Dawn of the Dinosaurs за Xbox 360, Wii, PlayStation 3, PlayStation 2, Games for Windows и Nintendo DS.

## Актьорски състав
- Рей Романо – Мани
- Джон Легуизамо – Сид
- Денис Лиъри – Диего
- Саймън Пег – Бък
- Куин Латифа – Ели
- Шон Уилям Скот – Краш
- Джош Пек – Еди
- Крис Уедж – Скрат
- Карън Дишър – Скрати
- Франк Уелкър – Майката/Руди
- Бил Хейдър – Газела
- Джоуи Кинг – Момиче бобър
- Кристен Уиг – Майка бобър
- Карлос Салдана – Бебета динозаври/Нелетяща птица